# كلينتون كالابريس
كلينتون كالابريس هو سياسي أمريكي، ولد في 4 مارس 1986. نشط حزبياً في الحزب الديمقراطي. وقد انتخب عضو جمعية نيوجيرسي العامة ‏ عن دائرة New Jersey's 36th legislative district ‏ وقد انضم خلال فترته النيابية ‏ (14 يناير 2020 – ) للكتلة البرلمانية الحزب الديمقراطي وانتخب عضو جمعية نيوجيرسي العامة ‏ عن دائرة New Jersey's 36th legislative district ‏ وقد انضم خلال فترته النيابية ‏ (8 فبراير 2018 – 14 يناير 2020) للكتلة البرلمانية الحزب الديمقراطي.